# Fontaine Saint-Maur de Calanhel
La fontaine Saint-Maur de Calanhel, une commune du département des Côtes-d'Armor dans la région Bretagne en France, est une fontaine datant de 1717. Elle est classée monument historique depuis le 20 avril 1927. 

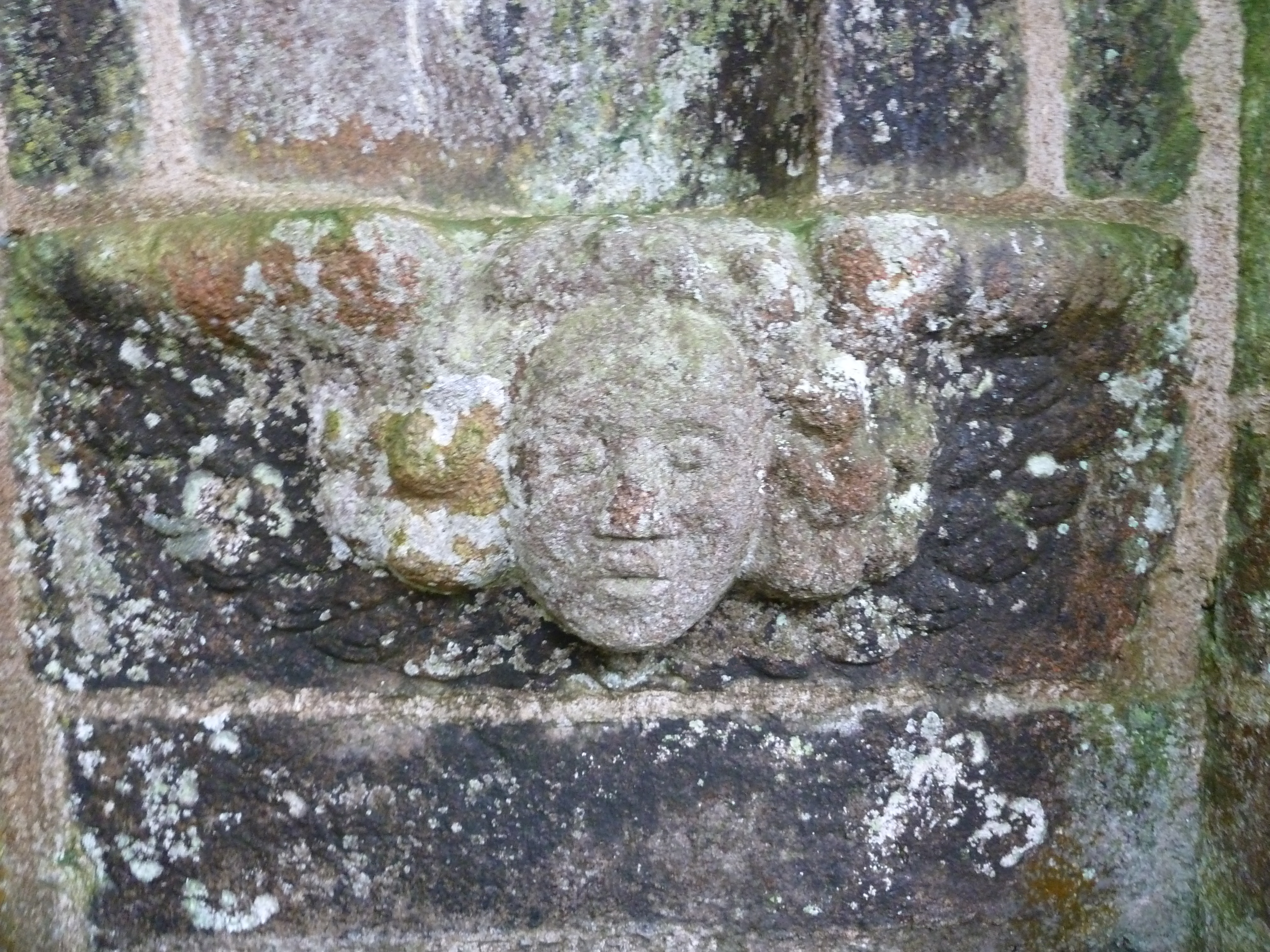
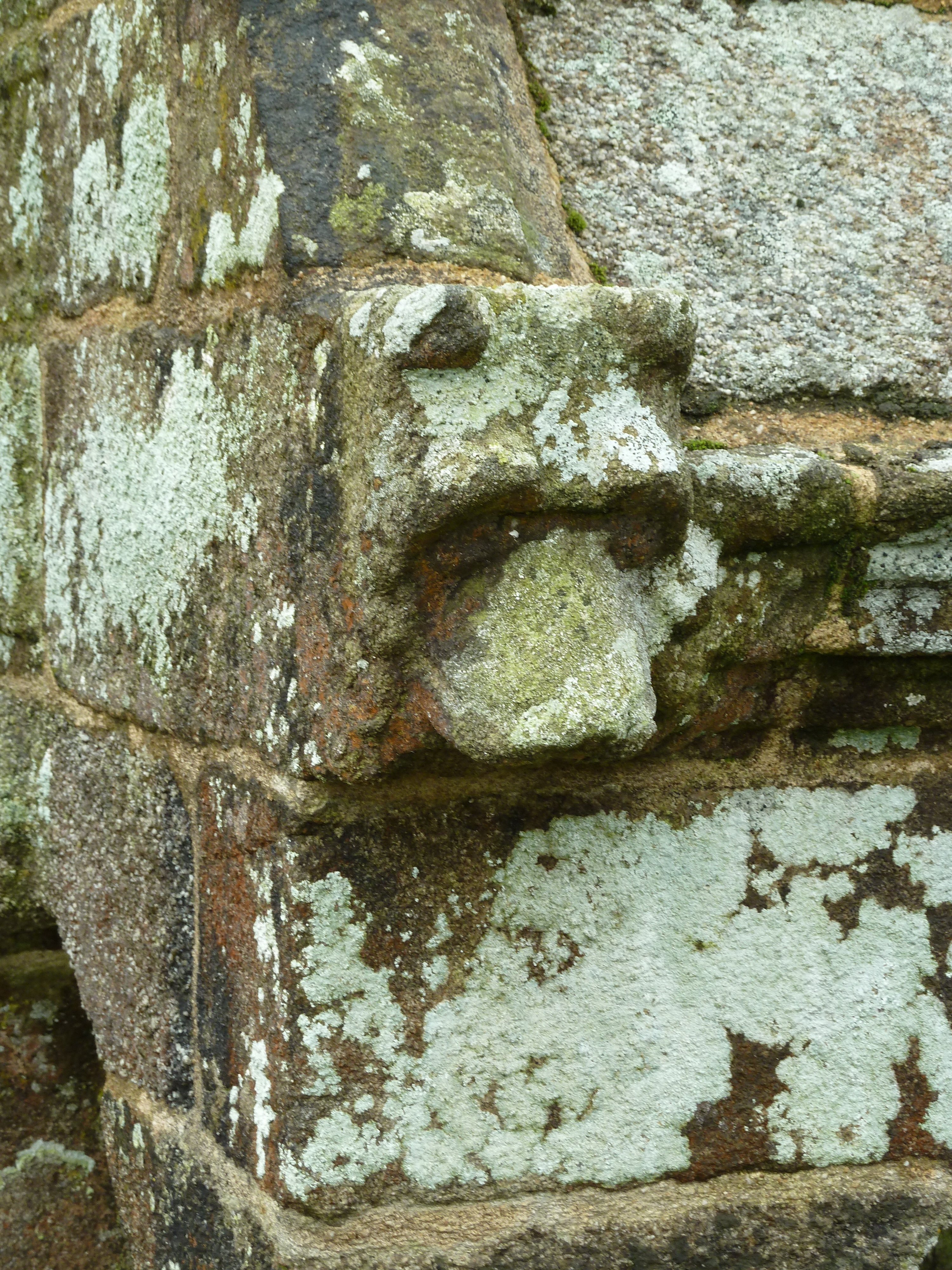
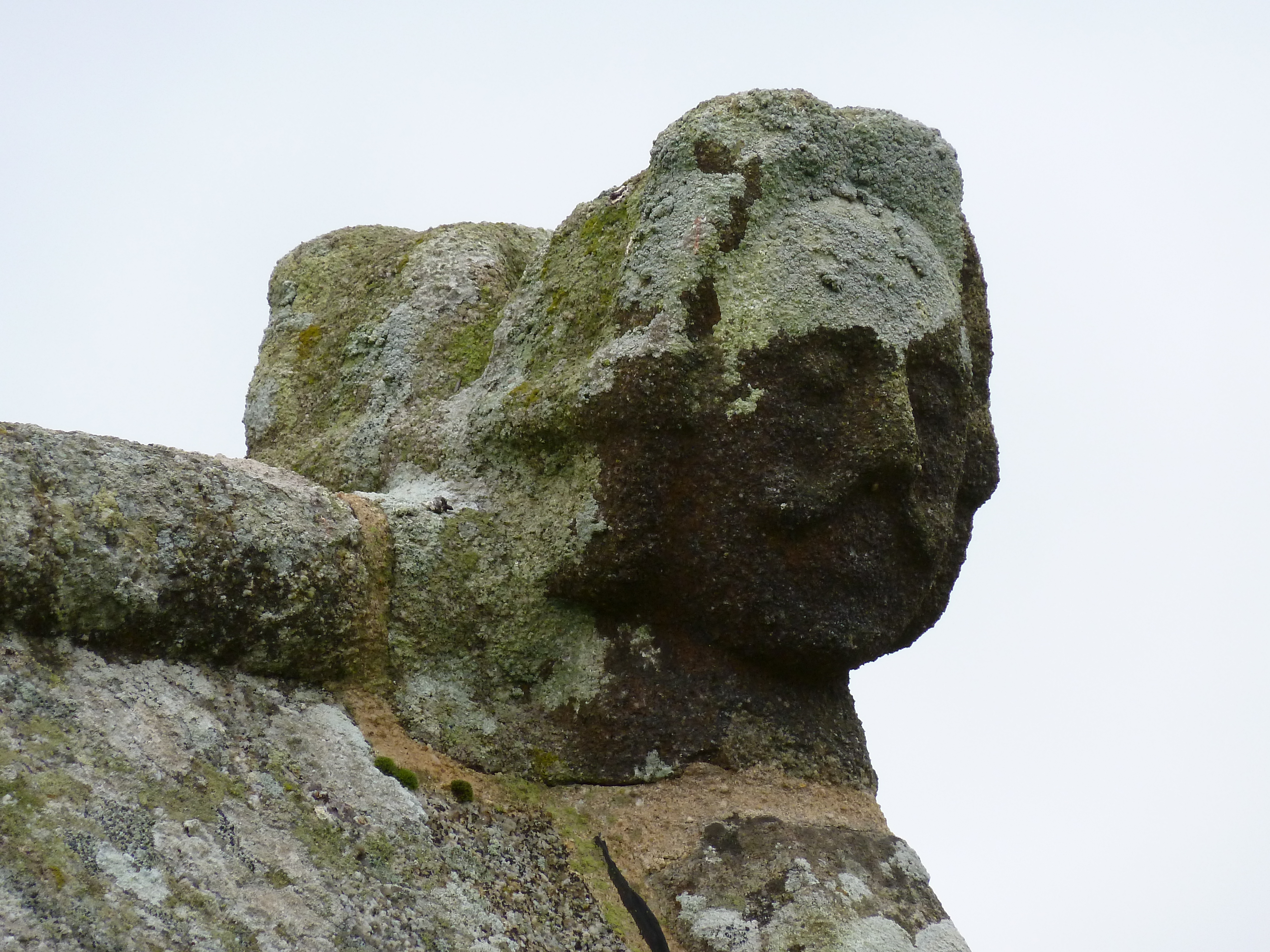